# Amazonka (album)
Amazonka (ukr. Амазонка) – album Rusłany, zwyciężczyni Eurowizji 2004. Został wydany 7 marca 2008 roku na Ukrainie, Czechach, Słowacji, Niemczech, Chinach i kilku innych krajach. 

## Lista utworów
| Nr  | Tytuł                                                   | Czas |
| --- | ------------------------------------------------------- | ---- |
| 1.  | "Dyka enerhija" (Дика енергія)                          | 4:00 |
| 2.  | "Widłunnia mrij" (Відлуння мрій)                        | 3:58 |
| 3.  | "My budemo perszi" (Ми будемо перші)                    | 3:24 |
| 4.  | "Ja jdu za toboju" (Я йду за тобою)                     | 4:00 |
| 5.  | "Ty żywa (Syntetyczna)" (Ти жива (Синтетична))          | 3:37 |
| 6.  | "Wohoń czy lid (Wse ne te)" (Вогонь чи лід (Все не те)) | 2:55 |
| 7.  | "De ty, moja lubow" (Де ти, моя любов)                  | 3:40 |
| 8.  | "Dykyj anheł" (Дикий ангел)                             | 3:20 |
| 9.  | "Ne dla prodażu" (Не для продажу)                       | 3:20 |
| 10. | "Jak zminyty majbutnie" (Як змінити майбутнє)           | 3:35 |
| 11. | "Moon of Dreams" Ft. T-Pain (Czech Edition)             | 4:16 |